# Államháztartás
Az államháztartás	a központi és a helyi kormányzat bevételeit és kiadásait tartalmazó mérleg, illetve az ezekre vonatkozó szabályrendszer (más néven az államháztartás rendszere). Az államháztartás az állam gazdálkodási rendszerének egésze. Azt a tevékenységet, amellyel az állam a bevételeit beszedi és összegyűjti az állami költségvetésbe, mint pénzalapba, majd azt felhasználja kiadásai teljesítésére, államháztartásnak nevezzük.
Az állam olyan feladatokat lát el a köz érdekében, amelyeket a gazdaság többi szereplői nem tudnának megoldani. Ezeket a feladatokat közfeladatoknak nevezzük.

## Feladatai
- allokáció: az állam a szükséges erőforrások megszerzésével és felhasználásával biztosítja a közösségi feladatok ellátását
- újraelosztás: korrigálja a vagyoni értékű jogok örökléséből és a piaci működésből származó jövedelmi és vagyoni aránytalanságokat
- az egyensúly megőrzése: elősegíti a gazdasági növekedés feltételeinek a megteremtését a megfelelő szintű foglalkoztatás, csoportérdekek összehangolása
- jogi keretek kialakítása
- önfenntartás

## Működésének feltételei
Az államháztartás működéséhez meg kell teremteni a feltételeket: 
- a megfelelő pénzügyi egyensúlyra
- a kijelölt állami feladatvállalás teljesítésére
- a közpénzekkel való hatékony gazdálkodásra
- a közpénzekkel való gazdálkodás ellenőrizhetőségére

## Alrendszerei Magyarországon
Az államháztartási törvény 2010. január 1-je előtt négy államháztartási alrendszert sorolt fel:
1. központi költségvetés
2. társadalombiztosítási költségvetés
3. elkülönített pénzügyi alapok mérlege
4. helyi önkormányzatok gazdálkodása (mérlege)

2010. január 1-je óta a jogi személyiséggel nem rendelkező társadalombiztosítási alapok és az elkülönített állami pénzalapok a központi alrendszer részét képezik, azaz az államháztartás két alrendszerből áll:
1. központi alrendszer
2. önkormányzati alrendszer

## Alapegységei
- költségvetési szervek
- alapok
- előirányzatok

## Gazdálkodása

### Bevételei
Az állami kiadások fedezéséhez szükséges bevételek formái sokfélék. Jellegük alapján két kis csoportot alkotnak: az egyik a végleges, vagy vissza nem térülő bevételek és a másik az átmeneti, vagy visszatérülő bevételek.
A végleges, vagy vissza nem térülő bevételek:
- adók
- vámok
- illetékek
- járulékok befizetése
- hozzájárulások
- bírságok

Az átmeneti, vagy visszatérülő bevételek:
- belső kölcsönök
- külföldi kölcsönök
- egyéb visszatérítéses pénzigénybevételek

### Kiadásai
Az állami kiadások:
- szociális és egészségügyi ellátás
- kultúra, oktatás
- honvédelem és a rend-, és jogbiztonság

Egyéb kiadások:
- a központi költségvetés gazdálkodó szervek részére nyújtott támogatásai
- nemzetközi kapcsolatokból eredő kiadások
- adósságszolgálat

### Egyenleg
A bevételek és a kiadások különbsége a többlet (ha pozitív) vagy a hiány (ha negatív).
|  |  |

## Lásd még
- Államháztartási reform
- Költségvetés
- Gazdaságpolitika